# نیرمسدورف
نیرمسدورف (به آلمانی: Nirmsdorf) یک منطقهٔ مسکونی در آلمان است که در ایلمتال-واینشتراسه واقع شده‌است. نیرمسدورف  ۸۸ نفر جمعیت دارد.